# Lambertz Open by STAWAG 2004
Il Lambertz Open by STAWAG 2004 è stato un torneo di tennis facente parte della categoria ATP Challenger Series nell'ambito dell'ATP Challenger Series 2004. Il torneo si è giocato a Aquisgrana in Germania dal 1 al 7 novembre 2004 su campi in sintetico (indoor).

## Vincitori

### Singolare
Novak Đoković ha battuto in finale  Lars Burgsmüller con il punteggio di 6–4, 3–6, 6–4

### Doppio
Simon Aspelin /  Todd Perry hanno battuto in finale  Petr Luxa /  Petr Pála con il punteggio di 6–3, 6–3